# Kommunalanleihe
Eine Kommunalanleihe (englisch Municipal bond) ist eine öffentliche Anleihe, die von einer Gebietskörperschaft unterhalb der Länderebene – in Deutschland von einer Stadt oder Gemeinde – emittiert (ausgegeben) wird.

## Allgemeines

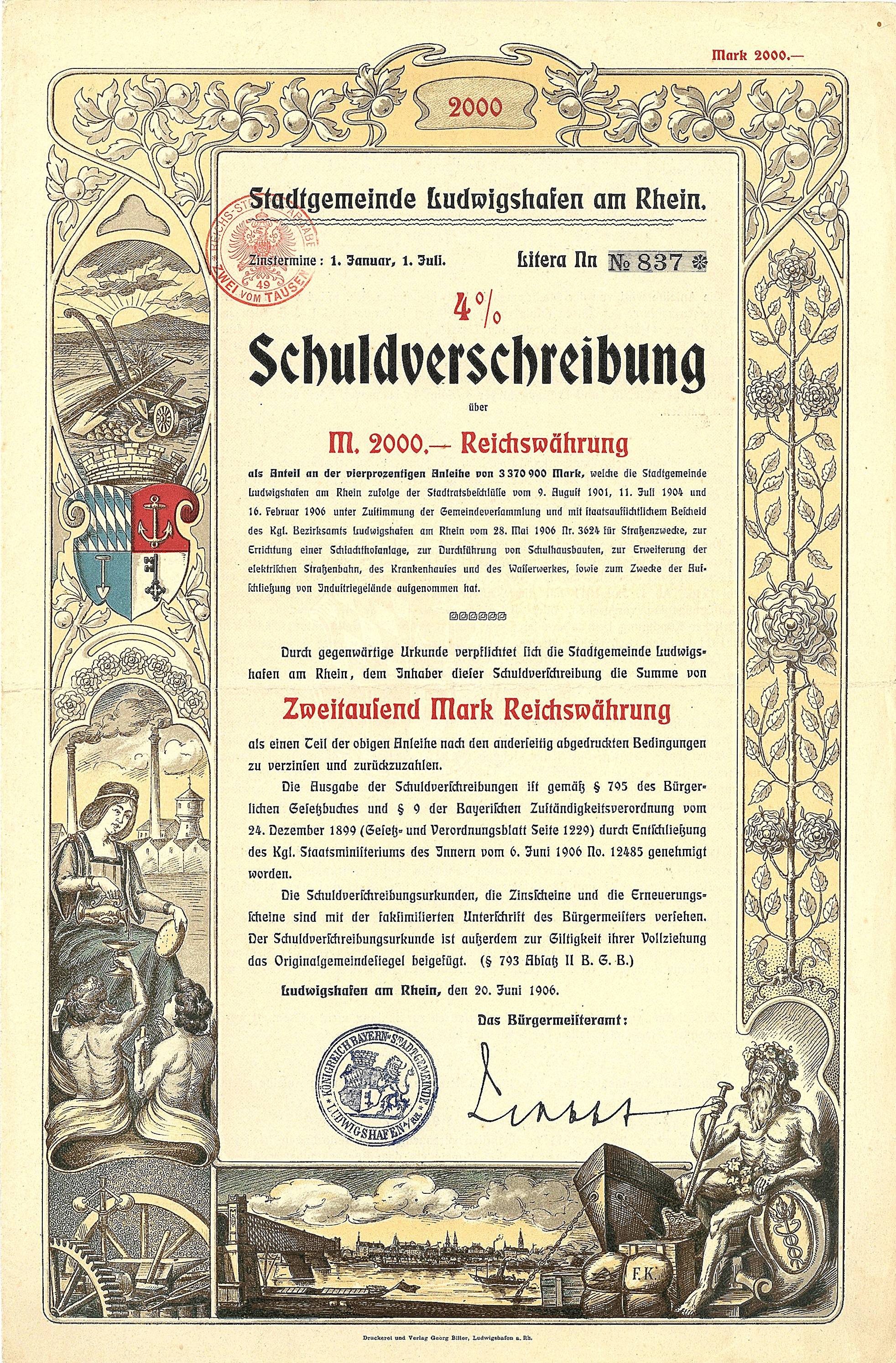
Schuldverschreibung der Stadtgemeinde Ludwigshafen über 2.000 Mark Reichswährung als Anteil an der vierprozentigen Anleihe von 3.370.900 Mark, aufgenommen am 20. Juni 1906 für Straßenzwecke, zur Errichtung einer Schlachthofanlage, zur Durchführung von Schulhausbauten, zur Erweiterung der elektrischen Straßenbahn, des Krankenhauses und des Wasserwerkes, sowie zum Zwecke der Aufschließung von Industriegelände

Kommunalanleihen sind in Deutschland von den Kommunalobligationen zu unterscheiden. Bei Kommunalanleihen ist die Gemeinde der Schuldner, bei einer Kommunalobligation hingegen die ausgebende Pfandbriefbank. Für den Anleger ist bei Kommunalobligationen das Risiko durch Streuung (Risikodiversifizierung) in Kommunalkredite an eine Vielzahl von kommunalen Kreditnehmern besser verteilt (siehe Klumpenrisiko und Granularität), während er sich bei Kommunalanleihen nur einem Schuldner gegenübersieht.
Der Kommunalkreditmarkt hat sich seit 2010 zunehmend verengt; die Marktliquidität und Bereitschaft für die Kommunalkreditvergabe im Markt nimmt ab, denn Kreditinstitute mit Pfandbriefbanklizenz ziehen sich zurück oder bieten selektiver an. Hauptgrund ist, dass großvolumige Geschäfte mit geringem Kreditrisiko – wie Kommunalkredite – zu einer ungünstigeren ungewichteten Eigenmittelquote führen. Seit Januar 2014 müssen Kommunalkredite in der ungewichteten Eigenmittelquote berücksichtigt werden, so dass erstmals eine mittelbare Eigenmittelbelastung eintritt. Außerdem sehen viele Kreditinstitute in der teilweise kritischen Bonitätslage vieler Kommunen ein erhöhtes Kreditrisiko.

## Geschichte
Kommunalanleihen waren in der Gründerzeit und der Weimarer Republik insbesondere in Form der Stadtanleihen üblich. Die Stadt Köln nahm ihre erste bekannte Anleihe 1321 beim Rheinbacher Joseph von Ahrweiler und Salomon von Basel (Salman Unkel) auf, denen dafür als Kreditsicherheit der Zoll am Bayenturm zugestanden wurde. Als Pionier der modernen Stadtanleihen gilt Leipzig, das im August 1807 und im Januar 1831 Stadtanleihen auf den Markt brachte. Es folgten unter anderem Hamburg (1875 und 1876), Berlin (1882), Bingen (1889), Nürnberg (1896) und Köln (1900).
Die Stadtanleihen bedeuteten die konsequente Übertragung des Finanzinstruments der Landesanleihen und Bundesanleihen – bei denen die Länder oder der Bund als Schuldner fungieren – auf die kleinsten Gebietskörperschaften. Mit Verbreitung des von Kreditinstituten gewährten Kommunalkredits befanden sich Stadt- und sonstige Kommunalanleihen auf dem Rückzug, Länder- und Bundesanleihen hingegen nicht. Eine der ersten Stadtanleihen gab nach langer Zeit im Dezember 1994 die Stadt München heraus, es folgten Hannover (November 2009), Essen (Februar 2010), Nürnberg/Würzburg (Mai 2013) und Mainz (November 2013). Im Februar 2014 nahmen die Städte Essen (28 % Anleiheanteil), Dortmund und Wuppertal (je 20 %), Remscheid (18 %), Herne (8 %) und Solingen (6 %) eine gemeinsame „NRW-Städteanleihe 1“ in Höhe von 400 Millionen Euro auf, die bisher größte deutsche Kommunalanleihe aller Zeiten. Es folgten im Februar 2015 die „NRW-Städteanleihe 2“ über 500 Millionen Euro und im Juni 2015 die „NRW-Städteanleihe 3“ über 250 Millionen Euro. Diese Form bietet dem Anleger auf den ersten Blick zwar eine gewisse Streuung, doch besitzen die im Anleihekorb befindlichen Städte überwiegend eine unattraktive Bonität. Da hierbei Ratings von Ratingagenturen fehlen, bleibt es dem Anleihegläubiger überlassen, die Bonität und Ausfallwahrscheinlichkeit jeder einzelnen Stadt quotal zu bestimmen. Jede Stadt haftet – wie beim Länderjumbo – nur für ihren eigenen, festgelegten Anteil und haftet nicht für die anderen Städte mit.

## Bankbetriebliche Aspekte
Wie jeder andere Emittent müssten auch deutsche Gebietskörperschaften als Emittent von Kommunalanleihen mit einem Emittentenrating durch eine Ratingagentur ausgestattet sein. Das bankenaufsichtsrechtliche Risikogewicht von 0 % bei Eigenmitteln (Art. 114 Abs. 4 und Art. 115 Kapitaladäquanzverordnung) macht ein Rating keinesfalls entbehrlich, denn auch die einer Null-Anrechnung unterliegenden EU-Mitgliedstaaten werden bei ihren Staatsanleihen geratet. Da bisher nur wenige aktuelle Kommunalanleihen auf dem Markt sind, die zudem ausschließlich an institutionelle Anleger platziert wurden, gab es hierfür kein (externes) Kommunalrating.
Anleihen deutscher Kommunen werden regulatorisch als nationale Munizipalität (englisch domestic municipality) behandelt. Gemäß der European Banking Authority (EBA) werden Emissionen deutscher „domestic municipalities“ wie Bundeswertpapiere eingestuft. Daher erhalten sie innerhalb der Richtlinie 2013/36/EU (Eigenkapitalrichtlinie) ein Risikogewicht von 0 % und werden in der Liquiditätsdeckungsquote als Stufe 1-Assets bewertet. Der Stressfaktor für das Spreadrisiko und das Konzentrationsrisiko unter Solvency II ist ebenfalls 0 %.
Die Ratingagentur Fitch Ratings erwarb im Jahre 2008 vom Statistischen Bundesamt die Finanzdaten von 12.304 deutschen Kommunen (einschließlich Landkreise und Gemeinden) und hat für 11.426 Gemeinden ein aus sechs Ratingstufen bestehendes individuelles Rating erstellt. Diese Ratings sollen den Kommunen den Weg eröffnen, selbst Anleihen auf den Markt zu bringen. Beim Kommunalrating durch Fitch fehlten allerdings wichtige Finanzkennzahlen wie Cross-Border-Leasing und Zinsderivate. Fitch hält diese Finanzinstrumente bei Kommunen für „unvorteilhaft“ und geht davon aus, dass sie „zu nicht unerheblichen Eventualverbindlichkeiten und einer zusätzlichen Belastung für die ohnehin desolaten Haushalte geführt“ hätten. Zudem fehlten mit den Schattenhaushalten und der Schattenverschuldung wichtige Schuldenkennzahlen, denn die Kreditaufnahme durch kommunale Tochtergesellschaften wie Stadtwerke oder Abfallentsorgungsunternehmen sei im Kernhaushalt nicht veranschlagt.

## Risiken
Bei Kommunalanleihen gibt es für den Anleger vier wesentliche Risiken, die auch kumulativ auftreten können:
- Kreditrisiko: Es tritt ein, wenn der Anleiheschuldner Zinszahlung oder Tilgung ganz oder teilweise nicht erbringen kann. Dieses Gläubigerrisiko ist bei gedeckten Anleihen wie Pfandbriefen und Kommunalobligationen zwar niedriger, aber nicht vollständig eliminiert. Kommunalanleihen sind unbesicherte Anleihen.
- Zinsänderungsrisiko: Dieses Risiko tritt für den Anleger ein, wenn das aktuelle Zinsniveau die Rendite (näherungsweise auch: den Nominalzinssatz) während der Laufzeit der Anleihe übersteigt.
- Kursrisiko: Es entsteht für Anleger, aus deren Sicht die Anleihewährung (hier üblicherweise der Euro) eine Fremdwährung ist, wenn der Devisenkurs während der Laufzeit der Anleihe unter den ursprünglichen Anschaffungskurs fällt.
- Inflationsrisiko: Dieses Risiko tritt ein, wenn die Inflation während der Laufzeit der Anleihe höher als erwartet ausfällt. Es ist die Unsicherheit über die reale Höhe der zukünftigen Auszahlungen. Es ist vom Zinsänderungsrisiko getrennt zu bewerten, weil der Fisher-Effekt nur langfristig empirisch nachweisbar ist. Bei inflationsindizierten Anleihen ist dieses Risiko ausgeschaltet.

Diese Risiken führen zur Einordnung einer Anleihe in eine bestimmte Anlage- und Risikoklasse.

## International
Städteanleihen sind besonders in Skandinavien populär, so etwa in Kopenhagen, Oslo oder Stockholm. In der Schweiz emittieren Bern, Genf, La Chaux-de-Fonds oder Zürich solche Anleihen. Rom weist mit 45 Jahren eine der längsten Anleihelaufzeiten überhaupt auf. Außerhalb Europas gibt es Städteanleihen unter anderem in Buenos Aires oder Tokio; Rio de Janeiro gab im April 1912 eine Stadtanleihe als ewige Rente heraus.
In den USA heißen Kommunalanleihen englisch „Municipal bonds“ (kurz „munis“). Größter qualitativer Unterschied zu den vergleichbaren deutschen Anleihen ist die Tatsache, dass Kommunen in den USA insolvenzfähig sind und auch einige bereits nach Chapter 9 USCC (US-Insolvenzordnung; US bankruptcy code) Insolvenz angemeldet haben. Erste Kommunalanleihen gab bereits 1812 die Stadt New York City heraus. Typisch ist in den USA die Finanzierung nicht über Bankkredite, sondern über öffentliche „Municipal bonds“, die in verschiedenen Formen vorkommen. Die „general obligation bonds“ sind durch nicht zweckbestimmte (englisch non-restricted) Steuereinnahmen gedeckt, so genannte „revenue bonds“ hingegen werden über bestimmte (englisch restricted) Steuereinnahmen oder Mautgebühren getilgt. Je mehr Steuereinnahmen für den Schuldendienst der „revenue bonds“ verwendet werden, umso weniger stehen sie für „general obligations“ und umgekehrt zur Verfügung. Das Gläubigerrisiko kann darin bestehen, dass die Einnahmequellen für die „general obligation bonds“ zugunsten der „revenue bonds“ so stark ausgehöhlt werden, dass für die Rückzahlung der „general obligation bonds“ keine freien Steuereinnahmen zur Verfügung stehen und dann die „municipality“ (Gemeinde) Insolvenz anmelden könnte. Dies verwirklicht sich insbesondere im Rahmen einer Rezession, wenn allgemein die Steuereinnahmen sinken.
Es gibt kein formales innerstaatliches Rückhaftungssystem, das etwa ein automatisches Eintretenmüssen durch die einem kommunalen Schuldner übergeordneten Staatsebenen begründen oder auslösen würde. Das bestehende Finanzausgleichssystem ist nicht in der Lage – und auch nicht dafür vorgesehen –, spektakuläre kommunale Fehlentwicklungen wie New York City (Oktober 1975), Orange County (Dezember 1994), San Bernardino (Juni 2012) oder Detroit (Juli 2013) zu mildern oder gar zu verhindern. Hoch verschuldete Kommunen unterliegen einer Insolvenzgefahr aus Chapter 9 der US-Insolvenzordnung, das als Normadressat die „municipalities“ unterhalb eines Bundesstaates vorsieht. Hierin werden US-Gemeinden während der Restrukturierungsphase geschützt und existieren nach Reorganisation fort, um ihren kommunalen Aufgaben weiterhin nachkommen zu können. Im Vergleich zu Unternehmenskonkursen ist die Anzahl der Insolvenzen mit etwa 500 kommunalen Insolvenzverfahren seit 1934 auf Basis des Chapter 9 – im Vergleich zu allen US-Insolvenzen – zwar relativ gering, aber kommunale Insolvenzen sind möglich und vorgekommen. Hierin wird der kommunale Schuldner vor insolvenzrechtlichen Zugriffen seiner Gläubiger geschützt und muss ein Sanierungsprogramm ausarbeiten, das auch einen Schuldenerlass zum Inhalt haben kann. Meist sind hiervon die größten Gläubigergruppen betroffen, nämlich Banken, institutionelle Anleger, Lieferanten und auch Pensionäre. Damit unterliegen Kommunen, aber auch einzelne kommunale Schuldverschreibungen, einem Insolvenzrisiko. Das heutige Chapter 9 ist das Ergebnis einer Gesetzesänderung aus dem Jahre 1978 aufgrund der gravierenden Finanzkrise von New York City im Jahre 1975, für die sich die Anwendung des alten Chapter 9 als ungeeignet erwies. Eine weitere Änderung aus 1988 befasst sich mit der Ausklammerung der „revenue bonds“ und der diese „sichernden“ Steuer- und Abgabenarten. „Revenue bonds“ dürfen nach einer Ausnahmebestimmung auch dann noch bedient werden, wenn über die Kommune Chapter 9 verhängt wurde. Dann darf sie zwar allgemein ihre Zahlungen einstellen, doch gleichzeitig müssen die „revenue bonds“ weiter bedient werden.
Hoch verschuldete US-Kommunen erhalten über den Finanzausgleich keine überproportionalen staatlichen Transferleistungen, sondern müssen für die Verbesserung ihrer Finanzlage selbst sorgen (Subsidiaritätsgrundsatz). Gelingt dies nicht, hat der Gesetzgeber mit Chapter 9 eigens für kommunale Gliederungen eine spezifische Konkursschutz-Variante vorgesehen. Hiernach müssen kommunale Gläubiger schlimmstenfalls innerhalb der Restrukturierung sogar mit einem Forderungsausfall rechnen. Aus diesem Grunde gibt es die Möglichkeit, „municipal bonds“ einem Versicherungsschutz gegen Zahlungsverzug und Zahlungsausfall (englisch default) der Aussteller durch einen Monoliner zu unterwerfen. Zu diesem Zweck wurde 1974 eigens die Municipal Bond Insurance Association gegründet. Garantiert ein Monoliner mit besserem Rating schlechter geratete „municipal bonds“, so erhalten diese im Rahmen der Bürgensubstitution das bessere Rating des Garanten.
Besonders in den letzten 40 Jahren haben sich Municipal Bonds zu einem wichtigen Finanzierungsmittel der öffentlichen Hand entwickelt. Wurden im Jahre 1975 durch Municipal Bonds noch 26,0 Mrd. US-$ emittiert, so betrug das Emissionsvolumen für das Jahr 1999 schon 263,8 Mrd. US-$. Während der weltweiten Finanzkrise ab 2007 erreichten die Emissionsvolumina in den Jahren 2007 und 2010 Spitzenwerte von bis zu 429,3 Mrd. US-$ (2007) sowie 433,0 Mrd. US-$ (2010). Im Jahr 2011 lagen die Emissionsvolumina bei 294,6 Mrd. US-$. Das 1. Quartal 2012 zeigt mit 78,6 Mrd. US-$ wieder einen deutlichen Anstieg gegenüber dem 1. Quartal 2011 (47,9 Mrd. US-$). Die Bestände der offenen Municipal Bonds haben sich von 1980 (399,4 Mrd. US-$) zu 2011 (3.743,3 Mrd. US-$) fast verzehnfacht. In den USA weisen etwa 95 % der Kommunalanleihen ein Rating auf.
„Muni(cipal) bonds“ sind meist von kommunalen oder staatlichen Einkommensteuern befreit. Aussteller sind Städte, Regierungsbehörden, Zweckgesellschaften, Schuldistrikte, Häfen. Durch diese „Munis“ finanzieren die Emittenten gezielt Projekte, insbesondere die Infrastruktur wie Straßen, Autobahnen, Brücken und Flughäfen. Neben der Finanzierung von Elektrizitätskraftwerken werden mittlerweile auch erneuerbare Energien gefördert.